# Liga Nordeste de Futsal de 2018
A Liga Nordeste de Futsal de 2018 (ou ainda LNeF 2018) é a 14ª edição da competição, que é a principal entre clubes do futsal profissional na região do Nordeste brasileiro, desde sua criação em 2005. As tabela foi anunciada em  novembro de 2018, sendo que a temporada iniciou-se em 13 de novembro de 2018, está programada para terminar em novembro de 2018.
O Horizonte Futsal do Ceará entrou na temporada como campeã de 2017 e sendo o maior campeão da competição.

## Fórmula de Disputa

### Primeira Fase
Na Primeira Fase da LNeF 2018, são divididos em 2 grupos, os clubes jogam entre si em turno único. Os 2 melhores classificam-se direto para as semifinal, segue a fase de mata-mata do torneio.
- Grupo A sede:  Brejo do Cruz, Ginásio Medeirão (3.000)
- Grupo B sede:  Caruaru, Ginásio Municipal (5.000)

### Segunda Fase
Semifinal
Os 4 semifinalistas, jogam em duas partidas eliminatórias para definir os finalistas da temporada, em caso de vitórias alternadas ou dois empates, a decisão irá para a prorrogação e pênaltis.
Final
Os dois finalistas, jogam em duas partidas eliminatórias para definir o grande campeão da temporada 2018 da LNeF, em caso de vitórias alternadas ou dois empates, a decisão irá para a prorrogação e pênaltis.
| São Francisco Tamandaré Futsal AE Caruaru Educar São Bento Horizonte Super 5 Futsal União Brejo do Cruz BalsasLocalização dos times por Estado. |

## Participantes
Um total de 13 franquias disputam a Liga Nordeste de Futsal na temporada 2017. 
| UF                  | Clube            | Cidade                  | Títulos                       |
| ------------------- | ---------------- | ----------------------- | ----------------------------- |
| Bahia               | São Francisco    | São Francisco do Conde  | 0 (Não possuí)                |
| Ceará               | Horizonte        | Horizonte               | 4 (em 2008, 2011, 2014, 2017) |
| Maranhão            | Balsas           | Balsas                  | 0 (Não possuí)                |
| Paraíba             | São Bento        | São Bento               | 0 (Não possuí)                |
| Paraíba             | Brejo do Cruz    | Brejo do Cruz           | 0 (Não possuí)                |
| Paraíba             | Super 5 Futsal   | Santa Rita              | 0 (Não possuí)                |
| Pernambuco          | AE Caruaru       | Caruaru                 | 0 (Não possuí)                |
| Pernambuco          | Tamandaré Futsal | Tamandaré (Pernambuco)  | 0 (Não possuí)                |
| Rio Grande do Norte | União            | Goianinha               | 0 (Não possuí)                |
| Sergipe             | Educar           | Nossa Senhora da Glória | 0 (Não possuí)                |

- Alagoas e  Piauí não mandou representante para a edição de 2018

## Primeira Fase

### Grupo A
- Sede:  Caruaru

|   | Time             | Pts | J | V | E | D | GP | GC | SG  |
| - | ---------------- | --- | - | - | - | - | -- | -- | --- |
| 1 | São Francisco    | 8   | 4 | 2 | 2 | 0 | 9  | 5  | +4  |
| 2 | Tamandaré Futsal | 6   | 4 | 1 | 3 | 0 | 12 | 5  | +7  |
| 3 | AE Caruaru       | 5   | 4 | 1 | 2 | 1 | 11 | 11 | 0   |
| 4 | Educar           | 3   | 4 | 0 | 3 | 1 | 8  | 9  | -1  |
| 5 | São Bento        | 2   | 4 | 0 | 2 | 2 | 6  | 16 | -10 |

### Jogos

#### Primeira Rodada
| 13 de novembro, Terça-feira | Tamandaré Futsal | 1 – 1 | Educar Futsal | Ginásio Municipal, Caruaru |
| 19:30                       |                  |       |               |                            |

| 13 de novembro, Terça-feira | AE Caruaru | 1 – 4 | São Francisco | Ginásio Municipal, Caruaru |
| 21:00                       |            |       |               |                            |

#### Segunda Rodada
| 14 de novembro, Quarta-feira | São Bento | 2 – 2 | Educar Futsal | Ginásio Municipal, Caruaru |
| 19:30                        |           |       |               |                            |

| 14 de novembro, Quarta-feira | AE Caruaru | 2 – 2 | Tamandaré Futsal | Ginásio Municipal, Caruaru |
| 21:00                        |            |       |                  |                            |

#### Terceira Rodada
| 15 de novembro, Quinta-feira | São Bento | 1 – 8 | Tamandaré Futsal | Ginásio Municipal, Caruaru |
| 19:30                        |           |       |                  |                            |

| 15 de novembro, Quinta-feira | Educar Futsal | 1 – 2 | São Francisco | Ginásio Municipal, Caruaru |
| 21:00                        |               |       |               |                            |

#### Quarta Rodada
| 16 de novembro, Sexta-feira | São Francisco | 2 – 2 | São Bento | Ginásio Municipal, Caruaru |
| 19:30                       |               |       |           |                            |

| 16 de novembro, Sexta-feira | AE Caruaru | 4 – 4 | Educar Futsal | Ginásio Municipal, Caruaru |
| 21:00                       |            |       |               |                            |

#### Quinta Rodada
| 17 de novembro, Sábado | São Francisco | 1 – 1 | Tamandaré Futsal | Ginásio Municipal, Caruaru |
| 16:00                  |               |       |                  |                            |

| 17 de novembro, Sábado | AE Caruaru | 4 – 1 | São Bento | Ginásio Municipal, Caruaru |
| 17:30                  |            |       |           |                            |

### Grupo B
- Sede:  Brejo do Cruz

|   | Time           | Pts | J | V | E | D | GP | GC | SG |
| - | -------------- | --- | - | - | - | - | -- | -- | -- |
| 1 | Horizonte      | 10  | 4 | 3 | 1 | 0 | 11 | 6  | +5 |
| 2 | Brejo do Cruz  | 10  | 4 | 3 | 1 | 0 | 19 | 12 | 7  |
| 3 | Super 5 Futsal | 4   | 4 | 1 | 1 | 2 | 13 | 15 | -2 |
| 4 | Balsas         | 3   | 4 | 1 | 0 | 3 | 10 | 14 | -4 |
| 5 | União          | 1   | 4 | 0 | 1 | 3 | 4  | 10 | -6 |

### Jogos

#### Primeira Rodada
| 13 de novembro, Terça-feira | Balsas | 1 – 3 | Horizonte | Ginásio Medeirão, Brejo do Cruz |
| 18:00                       |        |       |           |                                 |

| 13 de novembro, Terça-feira | Brejo do Cruz | 8 – 4 | Super 5 Futsal | Ginásio Medeirão, Brejo do Cruz |
| 20:00                       |               |       |                |                                 |

#### Segunda Rodada
| 14 de novembro, Quarta-feira | União | 0 – 3 | Balsas | Ginásio Medeirão, Brejo do Cruz |
| 18:00                        |       |       |        |                                 |

| 14 de novembro, Quarta-feira | Super 5 Futsal | 2 – 4 | Horizonte | Ginásio Medeirão, Brejo do Cruz |
| 20:00                        |                |       |           |                                 |

#### Terceira Rodada
| 15 de novembro, Quinta-feira | Horizonte | 2 – 1 | União | Ginásio Medeirão, Brejo do Cruz |
| 18:00                        |           |       |       |                                 |

| 15 de novembro, Quinta-feira | Brejo do Cruz | 6 – 5 | Balsas | Ginásio Medeirão, Brejo do Cruz |
| 20:00                        |               |       |        |                                 |

#### Quarta Rodada
| 16 de novembro, Sexta-feira | Super 5 Futsal | 5 – 1 | Balsas | Ginásio Medeirão, Brejo do Cruz |
| 18:00                       |                |       |        |                                 |

| 16 de novembro, Sexta-feira | Brejo do Cruz | 3 – 1 | União | Ginásio Medeirão, Brejo do Cruz |
| 20:00                       |               |       |       |                                 |

#### Quinta Rodada
| 17 de novembro, Sábado | Super 5 Futsal | 2 – 2 | União | Ginásio Medeirão, Brejo do Cruz |
| 9:00                   |                |       |       |                                 |

| 17 de novembro, Sábado | Brejo do Cruz | 2 – 2 | Horizonte | Ginásio Medeirão, Brejo do Cruz |
| 20:00                  |               |       |           |                                 |

## Fase final
|  | Semifinais       | Semifinais       | Semifinais | Semifinais |       |               | Final | Final | Final | Final |
|  |                  |                  |            |            |       |               |       |       |       |       |
|  | São Francisco    | 2                | 3          | 5          |       |               |       |       |       |       |
|  | Brejo do Cruz    | 3                | 3          | 6          |       |               |       |       |       |       |
|  | Brejo do Cruz    | 3                | 3          | 6          |       | Brejo do Cruz | 2     | 4     | 6 (3) |       |
|  |                  |                  |            |            |       | Brejo do Cruz | 2     | 4     | 6 (3) |       |
|  |                  | Tamandaré Futsal | 5          | 1          | 6 (1) |               |       |       |       |       |
|  | Horizonte        | Tamandaré Futsal | 5          | 1          | 6 (1) | 2             | 2     | 4     |       |       |
|  | Horizonte        |                  |            |            |       | 2             | 2     | 4     |       |       |
|  | Tamandaré Futsal | 3                | 2          | 5          |       |               |       |       |       |       |

### Semifinais

#### Jogo de Ida
| 24 de novembro, Sábado | Tamandaré Futsal | 3 – 2 | Horizonte | Ginásio Euclides Ramos, Joaquim Nabuco |
| 20:30                  |                  |       |           |                                        |

| 25 de novembro, Domingo | Brejo do Cruz | 3 – 2 | São Francisco | Ginásio O Dutrão, Brejo do Cruz |
| 11:00                   |               |       |               |                                 |

#### Jogo de Volta
| 30 de novembro, Sexta-feira | São Francisco | 3 – 3 | Brejo do Cruz | Ginásio Baicão, São Francisco do Conde |
| 20:00                       |               |       |               |                                        |

| 1 de dezembro, Sábado | Horizonte | 2 – 2 | Tamandaré Futsal | Ginásio Domingos Neto, Horizonte |
| 19:00                 |           |       |                  |                                  |

### Finais

#### Jogo de Ida
| dezembro | Tamandaré Futsal | 5 – 2 | Brejo do Cruz | Ginásio Euclides Ramos, Joaquim Nabuco |
|          |                  |       |               |                                        |

#### Jogo de Volta
| dezembro | Brejo do Cruz | 4 – 1 | Tamandaré Futsal | Ginásio O Dutrão, Brejo do Cruz |
|          |               |       |                  |                                 |

|  |       | Penalidades |
|  | 3 – 1 |             |

## Premiação

### Campeão
| Liga Nordeste de Futsal de 2018 |
| ------------------------------- |
| Brejo do Cruz (1º título)       |

## Classificação Geral
|    | Time             | Pts | J | V | E | D | GP | GC | SG  | Zona de Classificação                   |
| -- | ---------------- | --- | - | - | - | - | -- | -- | --- | --------------------------------------- |
| 1  | Brejo do Cruz    | 17  | 8 | 5 | 2 | 1 | 31 | 23 | +8  | Campeão e Classificado a Copa do Brasil |
| 2  | Tamandaré Futsal | 13  | 8 | 3 | 4 | 1 | 23 | 15 | +8  | Vice-campeão                            |
| 3  | Horizonte        | 11  | 6 | 3 | 2 | 1 | 15 | 11 | +4  | Eliminado nas Semifinais                |
| 4  | São Francisco    | 9   | 6 | 2 | 3 | 1 | 14 | 11 | +3  | Eliminado nas Semifinais                |
| 5  | AE Caruaru       | 5   | 4 | 1 | 2 | 1 | 11 | 11 | 0   | Eliminado na Primeira Fase              |
| 6  | Super 5 Futsal   | 4   | 4 | 1 | 1 | 2 | 13 | 15 | -2  | Eliminado na Primeira Fase              |
| 7  | Educar           | 3   | 4 | 0 | 3 | 1 | 8  | 9  | -1  | Eliminado na Primeira Fase              |
| 8  | São Bento        | 2   | 4 | 0 | 2 | 2 | 6  | 16 | -10 | Eliminado na Primeira Fase              |
| 9  | Balsas           | 3   | 4 | 1 | 0 | 3 | 10 | 14 | -4  | Eliminado na Primeira Fase              |
| 10 | União            | 1   | 4 | 0 | 1 | 3 | 4  | 10 | -6  | Eliminado na Primeira Fase              |